# Руденко Павло Якович

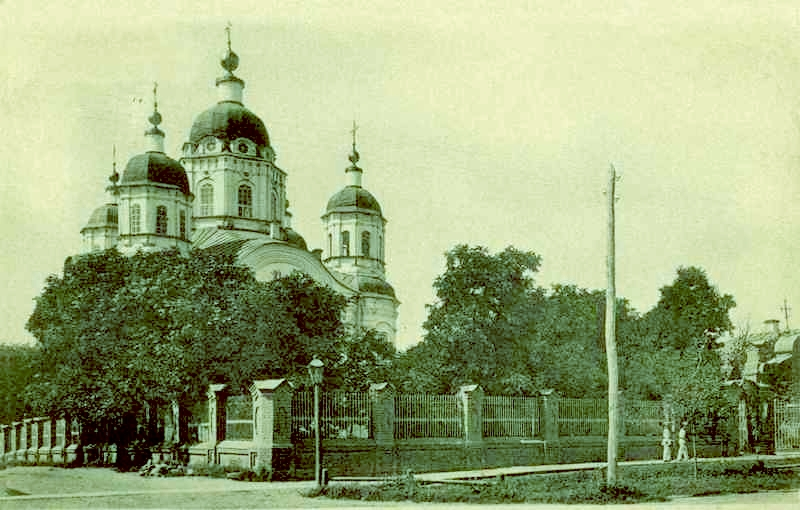
Полтава. Воскресенська церква, початок 20 ст.

Руде́нко Павло́ Я́кович (* близько 1725 року— † початок 19 ст.) — бунчуковий товариш Полтавського полку, бургомістр магістрату м. Полтава, полковник (до початку 19 ст.), затим надвірний радник, благодійник.

## Життєпис
Походив із козацького роду. Батько його у складі загонів запорізького козацтва брав участь у подіях Північної війни в Україні і битві під Полтавою. Потрапив у полон до шведів і був звільнений з полону, як вказує І. Павловський «Петром В.».
Був фундатором мурованої п'ятиверхої Воскресенської церкви у Полтаві у стилі українського бароко (1775, знищена 1936) та дерев'яної Михайлівської церкви в містечку Глобине (1770-ті).
1778 року його коштом у Полтаві, поруч із Спаською церквою, був зведений перший пам'ятник на згадку про битву 1709 року під Полтавою на відзнаку звільнення батька Павла Руденка зі шведського полону.
Його будинок, що містився на місці подвір'я сучасного краєзнавчого музею, був першою житловою кам'яницею у Полтаві. У будинку було п'ять житлових покоїв для хазяїв і один для челяді. У дворі — дві комори та стайня.

| «Полтава», пише Зуєв, що він проїхав її в роках 1781-82, «се невелике місто з 1000-ею деревляних, низьких, але ж чисто зовні білених домиків, з котрих 2 чи 3 кам'яні. Найкращий домик кам'яний належить Руденку».[8] |

### Родина
Дружина Уляна Петрівна, син Лука, дочка Уляна. Старший брат Михайло та молодший — Іван.